# Cannon-Bard-Theorie
Die Cannon-Bard-Theorie (nach Walter Cannon und Philip Bard) ist eine psychologische Theorie, nach der die rein körperliche physiologische Affektierung (bzw. einzelne viszerale Erscheinungen) und die Emotion bzw. das psychische Erleben gleichzeitig entstehen.(a) – Sie revidiert damit die ältere James-Lange-Theorie, nach der die emotionale Bewertung nur als Folge auf die körperlich-viszeralen Reaktionen hin entsteht. »Wir weinen nicht, weil wir traurig sind, sondern wir sind traurig, weil wir weinen.« Keine der beiden körperlich-seelischen Reaktionen bedingt nach Cannon und Bard dabei aber die andere, vielmehr sind beide unabhängige Folgen auf einen anderen primär wahrgenommenen Reiz. – Viszerale körperliche Beteiligung auf psychoreaktive Erlebnisse hin werden als Affektäquivalente bezeichnet.(a) Das paläomammalische Gehirn wird andererseits als „viszerales Gehirn“ bezeichnet, da von dort die Reize für die vegetativen Verhaltensweisen zur Auslösung durch die Hirnrinde ausgehen.

## Viszerale Erscheinungen und Hirnforschung
Cannon argumentierte unter anderem, dass verschiedene Emotionen von gleichen körperlichen Reaktionen begleitet werden. So kann sowohl bei Verliebtheit als auch bei Angst Herzklopfen auftreten. – Cannon wies auf die gegenseitige Rolle von Hypothalamus und Hirnrinde hin. Im Zwischenhirn bzw. im Hypothalamus sind phylogenetisch ältere Verhaltensmuster angelegt, die jedoch durch die Hirnrinde normalerweise gehemmt werden. Durch ungewöhnliche, besonders erregende Reize, die das Zwischenhirn aktivieren, wird diese corticale Hemmung seitens der Hirnrinde jedoch ihrerseits außer Kraft gesetzt. Damit besteht die Möglichkeit zur Auslösung archaischer Reaktionen wie Lachen, Weinen, Schreien, aber auch Totstellreflex, Stupor und psychoreaktiver Erregungszustand.(b) Dieser archaische Entwicklungsvorgang der Gefühle wurde entsprechend dem psychogenetischen Grundgesetz durch Katharine May Banham Bridges (1897–1995) bei Kindern untersucht.(b)
Die Theorie wurde durch Studien an Menschen mit schweren Verletzungen im oberen Teil des Rückenmark in Frage gestellt. Teilnehmer berichteten, dass nach der Verletzung Emotionen, die über Körperteile unterhalb des Nackens ausgedrückt werden (z. B. Wut), stark an Intensität verloren hätten und eher kognitiv wahrgenommen würden. Körperliche Reaktionen scheinen also die Intensität der Gefühlswahrnehmung zu steuern.
Eine neuere Theorie, die Zwei-Faktoren-Theorie, erklärt hingegen die Emotion als gleichzeitige Folge von körperlicher Erregung und kognitiver Bewertung.